# Bambergisch
Das Bambergische oder Bambergerische ist ein ostfränkischer Dialekt. Er ist im Raum Bamberg, Forchheim und Erlangen, also im kompletten niederen Regnitzgebiet nördlich von Erlangen verbreitet. Das Dialektgebiet entspricht dem Kerngebiet des historischen Hochstifts Bamberg, dessen Territorium in Franken auch ein ostfränkisches Sprachgebiet und Randgebiete des Itzgründischen und des Südostthüringischen einschloss.
Landkreise und kreisfreie Städte, in denen Bambergisch gesprochen wird:
- Stadt Bamberg
- Landkreis Bamberg (mit Ausnahme des Marktes Ebrach)
- Landkreis Erlangen-Höchstadt
- Landkreis Forchheim
- Landkreis Haßberge (in den Gemeinden Breitbrunn, Ebelsbach, Ebern, Eltmann, Kirchlauter, Oberaurach, Rentweinsdorf, Stettfeld, Zeil a. Main)

## Sprachgrenzen
Die Grenze des Bamberger Dialekts zu anderen mainfränkischen Dialekten wird als Bamberger Schranke bezeichnet. 
- Im Norden grenzt das Itzgründische an: Linie Ebern–Bad Staffelstein
- Im Osten das Oberfränkische: Linie Weismain–Hollfeld–Pottenstein
- Im Süden das Nürnbergische: südlich von Forchheim
- Im Westen das Unterfränkische: Prölsdorf–Ebrach

Am Dialekt ist die westliche Sprachgrenze zwischen dem Bambergischen und dem unterfränkischen Dialekt leicht zu erkennen, da sich hier die häufig verwendeten Vokale ‚e‘ bzw. ‚a‘ wechseln.
Wird im Oberfränkischen vor allem das ‚a‘ verwendet, wird es im Haßberger Raum durch das ‚e‘ ersetzt, zum Beispiel Baa – Bee (Bein), Staa – Stee (Stein) oder Maa – Mee (Main).
Des Weiteren werden Diminutive im Bamberger Raum mittels der Endung -a gebildet, während im Unterfränkischen das -i verwendet wird, zum Beispiel Brödla - Brödli (Brötchen), Käsdla - Käsdli (Kästchen).